# Europaspiele 2015/Teilnehmer (Zypern)
| Gelbes Symbol für Goldmedaillen mit stilisierten Olympischen Ringen | Graues Symbol für Silbermedaillen mit stilisierten Olympischen Ringen | Braundes Symbol für Bronzemedaillen mit stilisierten Olympischen Ringen |
| ------------------------------------------------------------------- | --------------------------------------------------------------------- | ----------------------------------------------------------------------- |
| —                                                                   | 1                                                                     | —                                                                       |

Zypern nahm in Baku an den Europaspielen 2015 teil. Vom Zyprischen Olympischen Komitee wurden 22 Athleten in 10 Sportarten nominiert.

## Bogenschießen
| Athleten                          | Wettbewerb | Platzierungsrunde | Platzierungsrunde | 1. Runde (64er)      | 1. Runde (64er) | 2. Runde (32er) | 2. Runde (32er) | Achtelfinale | Achtelfinale | Viertelfinale | Viertelfinale | Halbfinale | Halbfinale | Finale | Finale   | Rang |
| Athleten                          | Wettbewerb | Ringe             | Rang              | Gegner               | Ergebnis        | Gegner          | Ergebnis        | Gegner       | Ergebnis     | Gegner        | Ergebnis      | Gegner     | Ergebnis   | Gegner | Ergebnis | Rang |
| --------------------------------- | ---------- | ----------------- | ----------------- | -------------------- | --------------- | --------------- | --------------- | ------------ | ------------ | ------------- | ------------- | ---------- | ---------- | ------ | -------- | ---- |
| Frauen                            |            |                   |                   |                      |                 |                 |                 |              |              |               |               |            |            |        |          |      |
| Mikaella Kourouna                 | Einzel     | 615               | 48                | Weronika Martschenko | 2 : 6           | –               | –               | –            | –            | –             | –             | –          | –          | –      | –        |      |
| Männer                            |            |                   |                   |                      |                 |                 |                 |              |              |               |               |            |            |        |          |      |
| Mimis El Helali                   | Einzel     | 638               | 48                | Sławomir Napłoszek   | 3 : 7           | –               | –               | –            | –            | –             | –             | –          | –          | –      | –        |      |
| Mixed                             |            |                   |                   |                      |                 |                 |                 |              |              |               |               |            |            |        |          |      |
| Mikaella Kourouna Mimis El Helali | Team       | 1253              | 25                | –                    | –               | –               | –               | –            | –            | –             | –             | –          | –          | –      | –        |      |

## Judo
| Athleten        | Wettbewerb       | 1. Runde | 1. Runde | 2. Runde       | 2. Runde  | Achtelfinale | Achtelfinale | Viertelfinale | Viertelfinale | Hoffnungsrunde Halbfinale | Hoffnungsrunde Halbfinale | Halbfinale | Halbfinale | Hoffnungsrunde Finale | Hoffnungsrunde Finale | Finale / Kampf um Bronze | Finale / Kampf um Bronze | Rang |
| Athleten        | Wettbewerb       | Gegner   | Ergebnis | Gegner         | Ergebnis  | Gegner       | Ergebnis     | Gegner        | Ergebnis      | Gegner                    | Ergebnis                  | Gegner     | Ergebnis   | Gegner                | Ergebnis              | Gegner                   | Ergebnis                 | Rang |
| --------------- | ---------------- | -------- | -------- | -------------- | --------- | ------------ | ------------ | ------------- | ------------- | ------------------------- | ------------------------- | ---------- | ---------- | --------------------- | --------------------- | ------------------------ | ------------------------ | ---- |
| Männer          |                  |          |          |                |           |              |              |               |               |                           |                           |            |            |                       |                       |                          |                          |      |
| Andreas Krassas | Klasse bis 66 kg | –        | –        | Sergiu Oleinic | 0002-1000 | –            | –            | –             | –             | –                         | –                         | –          | –          | –                     | –                     | –                        | –                        |      |

## Kanu
| Athleten          | Wettbewerb | Vorlauf    | Vorlauf | Halbfinale | Halbfinale | Finale        | Finale        | Rang |
| Athleten          | Wettbewerb | Zeit (min) | Rang    | Zeit (min) | Rang       | Zeit (min)    | Rang          | Rang |
| ----------------- | ---------- | ---------- | ------- | ---------- | ---------- | ------------- | ------------- | ---- |
| Männer            |            |            |         |            |            |               |               |      |
| Andreas Diamantis | K1 200 m   | 0:38,166   | 24      | –          | –          | –             | –             |      |
| Andreas Diamantis | K1 1000 m  | 3:48,175   | 18      | 3:36,107   | 23         | –             | –             |      |
| Andreas Diamantis | K1 5000 m  | –          | –       | –          | –          | nicht beendet | nicht beendet |      |

## Karate
| Athleten            | Wettbewerb       | Gruppenphase                          | Gruppenphase | Halbfinale | Halbfinale | Finale | Finale   | Rang |
| Athleten            | Wettbewerb       | Gegner                                | Ergebnis     | Gegner     | Ergebnis   | Gegner | Ergebnis | Rang |
| ------------------- | ---------------- | ------------------------------------- | ------------ | ---------- | ---------- | ------ | -------- | ---- |
| Männer              |                  |                                       |              |            |            |        |          |      |
| Panagiotis Loizides | Kumite bis 75 kg | Luigi Busa Noah Bitsch Logan da Costa | 0:1 1:3 1:9  | –          | –          | –      | –        |      |

## Radsport

### Mountainbike
| Athleten          | Wettbewerb    | Zeit (h)   | Rang |
| ----------------- | ------------- | ---------- | ---- |
| Männer            |               |            |      |
| Andreas Miltiadis | Cross-Country | überrundet |      |

## Schießen
| Athleten                             | Klasse | Wettbewerb | Qualifikation   | Qualifikation | Finale          | Finale | Rang   |
| Athleten                             | Klasse | Wettbewerb | Ringe/ Scheiben | Rang          | Ringe/ Scheiben | Rang   | Rang   |
| ------------------------------------ | ------ | ---------- | --------------- | ------------- | --------------- | ------ | ------ |
| Frauen                               |        |            |                 |               |                 |        |        |
| Panagiota Andreou                    | Flinte | Skeet      | 67              | 13            | –               | –      |        |
| Andri Eleftheriou                    | Flinte | Skeet      | 71              | 6             | 12              | 6      | 6      |
| Männer                               |        |            |                 |               |                 |        |        |
| Georgios Achilleos                   | Flinte | Skeet      | 121             | 10            | –               | –      |        |
| Andreas Chasikos                     | Flinte | Skeet      | 118             | 19            | –               | –      |        |
| Andreas Makri                        | Flinte | Trap       | 115             | 28            | –               | –      |        |
| Stefanos Theodotou                   | Flinte | Doppeltrap | 133             | 16            | –               | –      |        |
| Mixed                                |        |            |                 |               |                 |        |        |
| Andri Eleftheriou Georgios Achilleos | Flinte | Skeet      | 97              | 1             | 29              | 2      | Silber |

## Taekwondo
| Athleten           | Wettbewerb        | Achtelfinale    | Achtelfinale | Viertelfinale | Viertelfinale | Hoffnungsrunde Halbfinale | Hoffnungsrunde Halbfinale | Halbfinale | Halbfinale | Hoffnungsrunde Finale / Bronzekampf | Hoffnungsrunde Finale / Bronzekampf | Finale | Finale   | Rang |
| Athleten           | Wettbewerb        | Gegner          | Ergebnis     | Gegner        | Ergebnis      | Gegner                    | Ergebnis                  | Gegner     | Ergebnis   | Gegner                              | Ergebnis                            | Gegner | Ergebnis | Rang |
| ------------------ | ----------------- | --------------- | ------------ | ------------- | ------------- | ------------------------- | ------------------------- | ---------- | ---------- | ----------------------------------- | ----------------------------------- | ------ | -------- | ---- |
| Frauen             |                   |                 |              |               |               |                           |                           |            |            |                                     |                                     |        |          |      |
| Kyriaki Kouttouki  | Klasse bis 49 kg  | Ioanna Koutsou  | 0:3          | –             | –             | –                         | –                         | –          | –          | –                                   | –                                   | –      | –        |      |
| Despina Pilavaki   | Klasse bis 57 kg  | Jade Jones      | 1:9          | –             | –             | Edina Kotsis              | 0:2                       | –          | –          | –                                   | –                                   | –      | –        |      |
| Männer             |                   |                 |              |               |               |                           |                           |            |            |                                     |                                     |        |          |      |
| Ioannis Pilavakis  | Klasse bis 68 kg  | Mário Silva     | 6:12         | –             | –             | –                         | –                         | –          | –          | –                                   | –                                   | –      | –        |      |
| Demetris Moustakas | Klasse über 80 kg | Leonardo Basile | 1:10         | –             | –             | –                         | –                         | –          | –          | –                                   | –                                   | –      | –        |      |

## Tischtennis
| Athleten      | Wettbewerb | 1. Runde | 1. Runde | 2. Runde         | 2. Runde | Achtelfinale | Achtelfinale | Viertelfinale | Viertelfinale | Halbfinale | Halbfinale | Finale/ Spiel um Platz 3 | Finale/ Spiel um Platz 3 | Rang |
| Athleten      | Wettbewerb | Gegner   | Ergebnis | Gegner           | Ergebnis | Gegner       | Ergebnis     | Gegner        | Ergebnis      | Gegner     | Ergebnis   | Gegner                   | Ergebnis                 | Rang |
| ------------- | ---------- | -------- | -------- | ---------------- | -------- | ------------ | ------------ | ------------- | ------------- | ---------- | ---------- | ------------------------ | ------------------------ | ---- |
| Frauen        |            |          |          |                  |          |              |              |               |               |            |            |                          |                          |      |
| Louiza Kourea | Einzel     | –        | –        | Renáta Štrbíková | 0:4      | –            | –            | –             | –             | –          | –          | –                        | –                        |      |

## Turnen

### Geräteturnen
| Athletinnen       | Wettbewerb    | Sprung | Sprung | Stufenbarren | Stufenbarren | Boden  | Boden | Schwebebalken | Schwebebalken | Gesamt | Gesamt |
| Athletinnen       | Wettbewerb    | Punkte | Rang   | Punkte       | Rang         | Punkte | Rang  | Punkte        | Rang          | Punkte | Rang   |
| ----------------- | ------------- | ------ | ------ | ------------ | ------------ | ------ | ----- | ------------- | ------------- | ------ | ------ |
| Frauen            |               |        |        |              |              |        |       |               |               |        |        |
| Stelutsa Savvidou | Qualifikation | –      | –      | 10,333       | 65           | 11,100 | 73    | 12,066        | 40            | 47,332 | 49     |

| Athleten        | Wettbewerb    | Boden  | Boden | Pauschenpferd | Pauschenpferd | Ringe  | Ringe | Sprung | Sprung | Barren | Barren | Reck   | Reck | Gesamt | Gesamt |
| Athleten        | Wettbewerb    | Punkte | Rang  | Punkte        | Rang          | Punkte | Rang  | Punkte | Rang   | Punkte | Rang   | Punkte | Rang | Punkte | Rang   |
| --------------- | ------------- | ------ | ----- | ------------- | ------------- | ------ | ----- | ------ | ------ | ------ | ------ | ------ | ---- | ------ | ------ |
| Männer          |               |        |       |               |               |        |       |        |        |        |        |        |      |        |        |
| Marios Georgiou | Qualifikation | 13,400 | 56    | 12,633        | 50            | 12,100 | 65    | –      | –      | 14,600 | 16     | 14,600 | 13   | 81,766 | 27     |

## Wassersport

### Schwimmen
Hier fanden Jugendwettbewerbe statt. Bei den Frauen ist das die U17 (Jahrgang 1999) und bei den Männern die U19 (Jahrgang 1997).
| Athleten                   | Wettbewerb          | Vorlauf     | Vorlauf | Halbfinale | Halbfinale | Finale | Finale | Rang |
| Athleten                   | Wettbewerb          | Zeit        | Rang    | Zeit       | Rang       | Zeit   | Rang   | Rang |
| -------------------------- | ------------------- | ----------- | ------- | ---------- | ---------- | ------ | ------ | ---- |
| Frauen                     |                     |             |         |            |            |        |        |      |
| Kalia Antoniou             | 50 m Freistil       | 27,51 s     | 40      | -          | -          | -      | -      |      |
| Kalia Antoniou             | 100 m Freistil      | 1:00,57 min | 59      | -          | -          | -      | -      |      |
| Männer                     |                     |             |         |            |            |        |        |      |
| Kyriacos Andrea Papa Adams | 200 m Freistil      | 1:58,79 min | 50      | -          | -          | -      | -      |      |
| Kyriacos Andrea Papa Adams | 400 m Freistil      | 4:10,99 min | 49      | -          | -          | -      | -      |      |
| Kyriacos Andrea Papa Adams | 200 m Lagen         | 2:11,94 min | 43      | -          | -          | -      | -      |      |
| Kyriacos Andrea Papa Adams | 400 m Lagen         | 4:36,98 min | 34      | -          | -          | -      | -      |      |
| Takis Papadopoulos         | 50 m Freistil       | 24,98 s     | 56      | -          | -          | -      | -      |      |
| Takis Papadopoulos         | 100 m Freistil      | 53,48 s     | 54      | -          | -          | -      | -      |      |
| Takis Papadopoulos         | 50 m Schmetterling  | 26,47 s     | 58      | -          | -          | -      | -      |      |
| Takis Papadopoulos         | 100 m Schmetterling | 59,14 s     | 53      | -          | -          | -      | -      |      |